# 日本電子計算
日本電子計算株式会社（にほんでんしけいさん、略称：JIP）は、東京都千代田区に本社を置くシステムインテグレーターである。
1962年に日本証券金融グループのシステム子会社として設立。2012年にTOBによりNTTデータ傘下となった。
設立の経緯から、金融・証券業界向けのサービスを得意としており、公共・自治体向けのサービスも展開している。

## 過去のシステム障害
2019年に、自治体向けIaaS「Jip-Base」の大規模システム障害が発生。50以上の自治体および団体に影響が出た。

## 事業所
- 東京本社 - 東京都千代田区九段南1-3-1 東京堂千代田ビル